# Microsoft Office XP
Microsoft Office XP (nombre en código Office 10) (también llamada Office 2002) es una versión de la suite ofimática Microsoft Office. Fue lanzada el 5 de marzo de 2001 siendo la sucesora de Office 2000 y la predecesora de Microsoft Office 2003. Esta fue la primera y única versión de Office cuyo nombre no contiene números. También fue la última versión compatible para Windows NT 4.0, 98 y Me.
Se lanzaron un total de tres Service Pack para esta versión de Office. El soporte principal culminó el 11 de julio de 2006, mientras que el extendido lo hizo cinco años más tarde, el 12 de julio de 2011.

## Características
- Etiquetas inteligentes: permiten crear una serie de atajos a diversas funciones que facilitan el trabajo con Word, Excel, PowerPoint y Outlook si su edición está unida a Word.
- Activación: tecnología que permite prevenir la piratería. Esta característica también fue implementada en versiones Office posteriores y a partir de Windows XP
- Panel de tareas: un panel de tareas es un panel multipropósito que aparece en la parte derecha de la ventana de una aplicación de Office. Un panel de tareas se utiliza básicamente para albergar a un número de características que anteriormente estaban controlados mediante cuadros de diálogo, como abrir un archivo nuevo o insertar imágenes prediseñadas en un documento.
- Portapapeles mejorado: la funcionalidad de Portapapeles ha mejorado mucho. El portapapeles ahora almacena hasta 24 elementos y se encuentra en el panel de tareas. El panel de tareas Portapapeles también muestra una vista en miniatura de un elemento copiado, si consta de texto, números o un gráfico.
- Soporte de Text Services Framework: Office XP, en concreto, Word 2002 admite Text Services Framework, haciendo posible que los servicios implementados con TSF puedan ser utilizados en Word, como reconocimiento de voz o reconocimiento de escritura a mano.
- Interfaz de usuario: Este lanzamiento se caracteriza por contar con una apariencia plana y delineada en los distintos elementos presentes en la interfaz gráfica (desde los botones hasta los menús), en contraste con las versiones anteriores de Office que solamente usaban el nativo del sistema operativo. Es muy similar al tema Watercolor presente en la mayoría de las versiones beta de Windows XP.

## Aplicaciones
- Word 2002
- Excel 2002
- Outlook 2002
- PowerPoint 2002
- Publisher 2002
- Access 2002
- FrontPage 2002
- Project 2002
- Visio 2002
- MapPoint 2002
- Data Analyzer 3.5

Todos los componentes individuales de Office terminan en 2002, lo que ha generado confusión si es Office XP u Office 2002.

## Ediciones de Office XP
Microsoft dotó de siete ediciones distintas a Office XP, las cuales varían en la cantidad de aplicaciones:
| Programas y características | Standard                        | Small Business | Professional         | Professional Special | Professional with Publisher | Professional with FrontPage | Developer |
| --------------------------- | ------------------------------- | -------------- | -------------------- | -------------------- | --------------------------- | --------------------------- | --------- |
| Licencia                    | Retail, por volumen y académico | OEM            | Retail y por volumen | Retail               | OEM                         | Volumen                     | Retail    |
| Word                        | Sí                              | Sí             | Sí                   | Sí                   | Sí                          | Sí                          | Sí        |
| Excel                       | Sí                              | Sí             | Sí                   | Sí                   | Sí                          | Sí                          | Sí        |
| Outlook                     | Sí                              | Sí             | Sí                   | Sí                   | Sí                          | Sí                          | Sí        |
| PowerPoint                  | Sí                              | No             | Sí                   | Sí                   | Sí                          | Sí                          | Sí        |
| Access                      | No                              | No             | Sí                   | Sí                   | Sí                          | Sí                          | Sí        |
| Publisher                   | No                              | Sí             | Sí                   | Sí                   | Sí                          | No                          | Sí        |
| FrontPage                   | No                              | No             | Sí                   | No                   | No                          | Sí                          | Sí        |
| Project                     | No                              | No             | No                   | No                   | No                          | No                          | No        |
| Visio                       | No                              | No             | No                   | No                   | No                          | No                          | No        |
| MapPoint                    | No                              | No             | No                   | No                   | No                          | No                          | No        |
| Data Analyzer               | No                              | No             | No                   | No                   | No                          | No                          | No        |

Project, Visio, MapPoint y Data Analyzer no fueron incluidas en ninguna edición, en especial MapPoint que había sido excluida por tener una programación incompatible con el resto de la suite.